# 우르미아호
우르미아 호(페르시아어: دریاچه ارومیه Daryache-ye Orumiye, 아제르바이잔어: اورمو گؤلو, 영어: Lake Urmia, 고대의 이름: 마티에네 호, 영어: Lake Matiene)는 이란의 북서쪽에 있는 염호로 터키와 이란의 국경 가까이에 위치한다. 1930년대 이후 레자 샤 팔라비 황제의 이름을 따서 레자이에 호(페르시아어: دریاچه رضائیه)로 불렸으나, 1979년 이란 이슬람 혁명에 의해 이전 이름으로 되돌아갔다. 이 호수는 호수 동쪽의 동아제르바이잔 주와 호수 서쪽의 서아제르바이잔 주 사이에 있으며, 이 호수와 모습이 비슷한 카스피해에서 남서쪽으로 떨어진 곳에 위치하고 있다. 우르미아 호는 중동에서 가장 큰 호수이고, 세계에서 세 번째로 큰 염호이다. 호수의 면적은 약 5,200km2, 길이는 140km, 너비는 16km이다. 우르미아 호는 이란의 환경부에 의해 국립 공원으로 지정되어 보호받고 있다.

위성사진으로 나타난 우르미아 호의 줄어드는 면적. 1984년과 2014년.

보존 노력이 이루어지고는 있지만, 이 호수는 60%가량 줄어들었고, 앞으로 완전히 사라질 수 있다. 호수 수량의 5%만이 남아있다.
| 카스피해 페르시아만 호르무즈 해협 메소포타미아 이라크 쿠웨이트 사우디아라비아 아무다리야강 하리강 파키스탄 인더스강 힌두쿠시산맥 바바산맥 아프가니스탄 우르미아호 엘부르즈산맥 코페트다그 투르크메니스탄 나마크호 자그로스(북부) 자그로스(남부) 자얀데루드강 이란 자르드쿠산 제발바레즈 하자란 카비르 사막 루트 사막 헬만드강 하문호 고드자레 시스탄 발루치스탄 |
| 이란고원에서의 우르미아 호의 위치 |

## 같이 보기
- 노아의 방주